# Arruda (animal)
Arruda es un género de arácnido  del orden Opiliones de la familia Gonyleptidae.

## Especies
Las especies de este género son:
- Arruda insignis
- Arruda mutilata
- Arruda pectinata